# Большой Хочуж
Большой Хочуж — деревня в Великолукском районе Псковской области России. Входит в состав сельского поселения «Черпесская волость».
Расположена на севере района, на правом берегу реки Ловать, в 60 км к северу от райцентра Великие Луки и в 18 км к северу от волостного центра, деревни Черпесса.

## Население
Численность населения деревни по состоянию на 2000 год составила 6 жителей, на 2010 год — 5 жителей.